# Flughafen Dole-Jura

i7
i11
i13
Der Aéroport de Dole Jura (früher Dole-Tavaux, IATA-Code: DLE, ICAO-Code: LFGJ) ist ein französischer Regionalflughafen auf dem Gebiet der Gemeinden Tavaux und Gevry im Département Jura der Region Bourgogne-Franche-Comté. Er liegt etwa zehn Kilometer südwestlich von Dole.

## Geschichte
Der Flugplatz in Tavaux entstand 1938/1939 als Satellitenbasis des nahegelegenen Militärflugplatzes in Dijon-Longvic. Nach Ausbruch des Zweiten Weltkrieges wurde der Platz Stationierungsort von Aufklärungs- und Bomber-Gruppen mit Bloch MB.131, Bloch MB.174 und Bloch MB.200.
Während der deutschen Besatzungszeit war Dole-Tavaux ein Fliegerhorst der Luftwaffe. Hauptnutzer war in der zweiten Jahreshälfte 1943 die 6. Staffel des Nachtjagdgeschwaders 4 (6./NJG 4), die vorwiegend die Bf 110 und Do 217 einsetzte. Gegen Ende der Besatzungszeit wurde der Platz 1944 Ziel alliierter Luftangriffe und nach Befreiung der Gegend durch die US-Armee wurde Airfield Y.7 zwischen September 1944 und Juni 1945 Basis von Jagd- und leichter Bombergruppen der Twelfth Air Force der United States Army Air Forces (USAAF). Im Winter 1944/1945 lagen hier auch für kürzere Zeiten insgesamt vier verschiedene Jagdgruppen der freien französischen Luftstreitkräfte.
Nach der Besetzung durch die Alliierten im September 1944 wurde der Flugplatz als Advanced Landing Ground ALG Y-7 bezeichnet.
Nach Kriegsende war die Basis bis Frankreichs Austritt aus den militärischen Strukturen der NATO 1967 weiterhin ein Militärflugplatz, allerdings waren hier keine fliegenden Einheiten mehr stationiert.
Anschließend übernahm zunächst der Aéroclub de Franche-Comté den Betrieb und 1970 wurde das Abfertigungsterminal für den Passagierverkehr eröffnet, gleichzeitig übernahm die örtliche Industrie- und Handelskammer den Betrieb des staatlichen Flughafens. Air Alpes war die erste Fluglinie, die Dole-Tavaux anflog. Verschiedene Fluglinien nutzten den Platz infolge auch zu Trainings- und Checkflügen ihrer Crews.

## Heutige Nutzung
Der Flughafen wird im November 2012 nicht von deutschsprachigen Ländern aus angeflogen. Im Linien- und Charterverkehr verkehrt Ryanair nach Porto in Portugal, Danube Wings innerfranzösisch nach Nizza; daneben gehört er auch zum innerfranzösischen Luftpostnetz. Binair beabsichtigte 2013 die Aufnahme einer Verbindung nach Paris (Orly).

## Zwischenfälle
- Am 29. Dezember 1973 wurde eine Nord 262A-24 der Rousseau Aviation  (Luftfahrzeugkennzeichen F-BNTT) auf dem Flughafen Dole-Tavaux irreparabel beschädigt.[4]